# Encino, Novi Meksiko
Encino je selo u okrugu Torrance u američkoj saveznoj državi Novom Meksiku. Prema popisu 2000. u Encinu živjelo je 1390 stanovnika. Dio je metropolitanskog statističkog područja Albuquerquea.

## Zemljopis
Nalazi se na 34°39′5″N 105°27′45″W / 34.65139°N 105.46250°W (34.651474, -105.462597). Prema Uredu SAD-a za popis stanovništva, zauzima 5,2 km2 površine, sve suhozemne.

## Stanovništvo
Prema podatcima popisa 2000. u Encinu je bilo 94 stanovnika, 43 kućanstva i 27 obitelji, a stanovništvo po rasi bili su 56,38% bijelci, 42,55% ostalih rasa, 1,06% dviju ili više rasa. Hispanoamerikanaca i Latinoamerikanaca svih rasa bilo je 80,85%.